# Jordan Mintah
Jordan Mintah (* 2. September 1995 in Kumasi) ist ein ghanaischer Fußballspieler.

## Karriere
Jordan Mintah stand bis Mitte 2014 bei den ghanaischen Vereinen Wassaman United und Ghana Football Talent unter Vertrag. Im September 2014 ging er auf die Philippinen. Hier schloss er sich dem Erstligisten Stallion Laguna an. Der Verein aus Biñan spielte in der United Football League, der heutigen Philippines Football League. Im Februar 2017 wechselte er zum Ligakonkurrenten Kaya FC-Iloilo nach Iloilo City. 2019 wurde er mit dem Verein Vizemeister und stand im Finale des PFL Cup. Das Endspiel verlor man gegen Ceres-Negros FC mit 2:1. Im gleichen Jahr wurde er mit 31 erzielten Toren Torschützenkönig der Liga. Anfang 2020 zog es ihn nach Malaysia. Hier unterschrieb er einen Vertrag beim Terengganu FC II. Der Verein aus Kuala Terengganu spielte in der zweiten Liga, der Malaysia Premier League. Mit 16 Toren wurde er 2021 Torschützenkönig. Nach zwei Jahren wechselte er im Januar 2022 zum Erstligisten Terengganu FC.

## Erfolge
Kaya FC-Iloilo
- Philippines Football League: 2019 (Vizemeister)
- PFL Cup: 2019 (Finalist)

## Auszeichnungen
Philippines Football League
- Torschützenkönig: 2019 (31 Tore/Kaya FC-Iloilo)

Malaysia Premier League
- Torschützenkönig: 2021 (16 Tore/Terengganu FC II)